# ساراهاندرانو
ساراهاندرانو (به لاتین: Sarahandrano) یک منطقهٔ مسکونی در ماداگاسکار است که در بخش آنتالاها واقع شده‌است. ساراهاندرانو ۱۲٬۷۵۸ نفر جمعیت دارد.